# Ареа П.И.П.-Стрито (Салерно)
Ареа П.И.П.-Стрито је насеље у Италији у округу Салерно, региону Кампанија.
Према процени из 2011. у насељу је живело 117 становника. Насеље се налази на надморској висини од 536 м.